# Пирозеро
Пиро́зеро — деревня в Алёховщинском сельском поселении Лодейнопольского района Ленинградской области.

## История
ПИРОЗЕРО — погост на земле А. и Н. Швахгейм при реке Капша, число дворов — 8, число домов — 8, число жителей: 17 м. п., 19 ж. п.;
  Церковь. Часовня. Церковно-приходская школа. Казённая винная лавка. (1910 год) 

В конце XIX — начале XX века деревня административно относилась к Куневичской волости 2-го стана 2-го земского участка Тихвинского уезда Новгородской губернии.
С 1917 по 1918 год деревня входила в состав Куневичской волости Тихвинского уезда Новгородской губернии.
С 1918 года в составе Череповецкой губернии.
С 1924 года в составе Капшинской волости.
С 1927 года в составе Валгомского сельсовета Капшинского района.
С 1928 года в составе Курикинского сельсовета Оятского района.
Согласно карте Ленинградской области Северо-западного аэрогеодезического треста ГГУ издания 1932 года деревня насчитывала 3 крестьянских двора. В деревне был организован совхоз «Искра».
По данным 1933 года деревня Пирозеро входила в состав Курикинского сельсовета Оятского района.

Деревня Пирозеро на карте РККА 1940 года

С 1955 года в составе Пирозерского сельсовета Лодейнопольского района.
С 1960 года в составе Курикинского сельсовета.
В 1961 году население деревни составляло 160 человек.
С 1964 года вновь в составе Пирозерского сельсовета.
По данным 1966 и 1973 годов деревня Пирозеро являлась административным центром Пирозерского сельсовета.
По данным 1990 года деревня Пирозеро входила в состав Тервенического сельсовета.
В 1997 году в деревне Пирозеро Тервеничской волости проживали 69 человек, в 2002 году — 61 человек (русские — 97 %).
В 2007 году в деревне Пирозеро Алёховщинского СП — 53, в 2010 году — 66, в 2014 году — 36 человек.

## География
Деревня расположена в южной части района на автодороге 41К-647 (подъезд к дер. Усть-Сара) к востоку от автодороги 41А-009 (Лодейное Поле — Чудово).
Расстояние до административного центра поселения, села Алёховщина — 26 км. Расстояние до районного центра — 78 км.
Расстояние до ближайшей железнодорожной станции Лодейное Поле — 74 км.
Деревня находится на левом берегу реки Капша.

## Демография
| 1910 | 1961 | 1997 | 2007 | 2010 | 2014 | 2015 |
| ---- | ---- | ---- | ---- | ---- | ---- | ---- |
| 36   | ↗160 | ↘69  | ↘53  | ↗66  | ↘36  | ↘33  |
| 2016 | 2017 |      |      |      |      |      |
| ↘32  | ↘31  |      |      |      |      |      |

### Национальный состав
Согласно данным Всероссийской переписи населения 2021 года в деревне проживали 35 человек, все русские.

## Инфраструктура
На 1 января 2014 года в деревне было зарегистрировано: хозяйств — 18, частных жилых домов — 55.
На 1 января 2015 года в деревне зарегистрировано: хозяйств — 17, жителей — 33.

## Предприятия и организации
- Фельдшерско-акушерский пункт
- Отделение почтовой связи
- Продовольственный магазин
- Библиотека

## Достопримечательности
- Пирозерский скит Покрово-Тервенического женского монастыря, каменный, действующий, постройки 2004 года[23].
- Церковь иконы Божией Матери «Неупиваемая Чаша» Покрово-Тервенического женского монастыря, каменная, действующая, постройки 2004 года[24].
- Часовня иконы Божией Матери «Прибавление ума» (Лорецкая) Покрово-Тервенического женского монастыря, каменная, действующая, постройки 2009 года[25].